# Las abogadas
Las abogadas (originalment coneguda com Flores de hierro) és una sèrie de televisió espanyola de drama històric creada per Patricia Ferreira per a La 1. Està coproduïda per rTVE i MOD Produccions i protagonitzada per Paula Usero, Elisabet Casanovas, Irene Escolar i Almudena Pascual. La sèrie és el treball final i obra pòstuma de Ferreira, qui va morir el 27 de desembre de 2023 arran d'un tumor cerebral.
Las abogadas es va estrenar al FesTVal el 4 de setembre de 2024.. Encara que originalment tenia previst la seva estrena en La 1 el 18 de setembre de 2024, finalment la sèrie es va estrenar el 25 de setembre de 2024.

## Argument
Madrid, 1969. Lola González (Paula Usero), acabada de sortir de la Facultat de Dret, viu amb il·lusió una època nova en la qual comença a albirar-se el final de la dictadura. Quan el seu xicot, Enrique Ruano (Álvaro Rico), és detingut per la policia i mor durant un interrogatori en precipitar-se des d'un setè pis en estranyes circumstàncies, Lola desperta a la realitat que li envolta i es reafirma en les seves conviccions. En aquest camí cap a la llibertat, Lola coneixerà a altres joves advocades laboralistes: Cristina Almeida (Elisabet Casanovas), Manuela Carmena (Irene Escolar) i Paca Sauquillo (Almudena Pascual). Al seu costat, defensarà amb valentia els seus ideals democràtics, sempre del costat dels més desfavorits.

## Repartiment

### Principal
- Paula Usero com a Lola González Ruiz
- Irene Escolar com a Manuela Carmena
- Almudena Pascual com a Francisca "Paca" Sauquillo
- Elisabet Casanovas com a Cristina Almeida
- Manuel Canchal com a Javier Sauquillo

amb la col·laboració especial de
- Álvaro Rico com a Enrique Ruano (Episodi 1)

### Invitats
- María de Nati com a Soledad "Sole" (Episodi 1 - Episodi 3)
- Vicente Vergara com a Sebastián "Sebas" Sánchez del Amo (Episodi 1 - Episodi 3)
- Jorge Usón com a Celedonio Silva (Episodi 1 - Episodi 3)
- Carlos de Austria com a Fiscal Uribe
- Juan Carlos Villanueva com a Alfonso Roda Corominas
- Ana Fernández com a Margarita Casanova (Episodi 1 - Episodi 3)
- Jorge Bosch com a Enrique Ruano (pare)
- Valèria Sorolla com a Margot
- Rubén Martínez com a Gabriel Rosón (Episodi 1 - Episodi 3)
- Mariano Llorente com a Manuel Almeida (Episodi 1)
- Fanny Gautier com a María Dolores Ruiz
- Marc Tarrida com a Héctor
- Arantxa Aranguren com a María Luisa Suárez (Episodi 1; Episodi 3)
- Javier Ariano com a Jesús García Varela (Episodi 1 - Episodi 3)
- Víctor de la Fuente com a Augusto Villa
- Paco Marín com a Comissari (Episodi 1 - Episodi 3)
- Laura Barceló com a Francisca (Episodi 1 - Episodi 3)
- Julián Ortega com a Basilio (Episodi 1 - Episodi 3)
- Chema Tena com a Ladis (Episodi 1)
- Nacho Marraco com a Vicente
- Karlos Aurrekoetxea com a Carmelo (Episodi 1)
- Omar Zaragoza com a Alfonso Rodríguez (Episodi 1 - Episodi 3)
- Juan Paños com a Tomás
- Gabriel Gil Tomás com a Abilio Villena (Episodi 1 - Episodi 3)
- Jaime Linares com a Alberto González (Episodi 2 - Episodi 3)
- Alberto Jiménez com a Joaquín Ruiz-Giménez (Episodi 2 - Episodi 4)
- Fernando Albizu com a Juez Zambrano (Episodi 2 - Episodi 4)
- José Ramón Iglesias com a Antón Fernández Lobo (Episodi 2 - Episodi 4)
- Francisco Nortes com a Rafael Toledo (Episodi 2 - Episodi 4)
- Helena Lanza com a Petra Martínez (Episodi 2 - Episodi 3)
- Ferri Ballester com a Matilde (Episodi 2 - Episodi 3)
- Olalla Hernández com a María Antonia (Episodi 2 - Episodi 4)
- Mercedes Garrido Curto com a Deseada (Episodi 2 - Episodi 3)
- Miguel Ángel Abad Abad com a Jacobo (Episodi 2 - Episodi 3)
- Manuel Sánchez Ramos com a Gimeno (Episodi 3 - Episodi 4)
- Elena Gallardo com a Elisa Maravall (Episodi 4)
- Jordi Millán com a Luís Javier Benavides "Luisja" (Episodi 4)
- Juan Codina com a Macario Barja (Episodi 4)
- Ángel Solo com a Marcelino Camacho (Episodi 4)
- Pepe Ocio com a Raúl Sotovento (Episodi 4)
- Daniel Chamorro com a Adrián Salazar (Episodi 4)
- Darío Frías com a Fermín (Episodi 4)
- Fran Cantos com a Manolo López (Episodi 4)
- José Gabriel Campos com a Francisco Acosta (Episodi 4)
- Javier Sesmilo com a Pedro Santiesteban (Episodi 4)
- Blanca Parés com a Dolores Sancho (Episodi 4)

### Confirmat[6]
- Martí Atance com a Alejandro Ruíz Huerta
- Ignacio Mateos com a Pedro Patiño
- Font García com a Joaquín Navarro
- Julián Valcárcel com a José María Gil-Robles
- Ana Trinidad com a Reme

## Temporades i audiències
| Temporada | Temporada | Emissions | Estrena                | Final                | Audiència mitjana | Audiència mitjana | Audiència mitjana |
| Temporada | Temporada | Emissions | Estrena                | Final                | Espectadors       | Share             |                   |
| --------- | --------- | --------- | ---------------------- | -------------------- | ----------------- | ----------------- | ----------------- |
|           | 1         | 6         | 25 de setembre de 2024 | 30 d'octubre de 2024 | 977 000           | 10,0%             |                   |

## Episodis
| N.º (serie) | Títol        | Direcció       | Guió | Data d'emissió         | Audiència         |
| ----------- | ------------ | -------------- | --- | ---------------------- | ----------------- |
| 1           | «Episodio 1» | Juana Macías   | Marta Sánchez i Patricia Ferreira | 25 de setembre de 2024 | 1 291 000 (13,3%) |
| 2           | «Episodio 2» | Polo Menárguez | Argument: Patricia Ferreira y Marta Sánchez Guillén Guió: Marta Sánchez Guillén, Patricia Ferreira i Irene Nuibó                                                | 2 d'octubre de 2024    | 933 000 (9,3%)    |
| 3           | «Episodio 3» | Polo Menárguez | Argument: Patricia Ferreira y Marta Sánchez Guillén Guió: Marta Sánchez Guillén, Patricia Ferreira e Irene Nuibó Diálogos: Marta Sánchez Guillén i Irene Nuibó  | 9 d'octubre de 2024    | 1 046 000 (10,7%) |
| 4           | «Episodio 4» | Juana Macías   | Argument: Patricia Ferreira i Marta Sánchez Guillén Guió: Marta Sánchez Guillén, Patricia Ferreira i Irene Nuibó Diálogos: Marta Sánchez Guillén i Irene Nuibó  | 16 d'octubre de 2024   | 1 012 000 (10,2%) |
| 5           | «Episodio 5» | Polo Menárguez | Argument: Patricia Ferreira y Marta Sánchez Guillén Guió: Marta Sánchez Guillén, Patricia Ferreira i Virginia Yagüe Diàlegs: Patricia Ferreira i Virginia Yagüe | 23 d'octubre de 2024   | 855 000 (9,0%)    |
| 6           | «Episodio 6» | Juana Macías   | Marta Sánchez Guillén i Patricia Ferreira | 30 d'octubre de 2024   | 726 000 (7,6%)    |

## Producció
L'11 d'abril de 2019, Movistar+ va anunciar que estava desenvolupant una sèrie sobre la història de Lola González Ruiz, titulada Abogadas, la qual estaria escrita per Patricia Ferreira i Marta Sánchez i produïda per MOD Producciones. Tanmateix, el 2022 es va revelar que Movistar+ havia cancel·lat el projecte, a causa de la seva decisió d'evitar sèries de caràcter polític després de la controvèrsia soferta per La línea invisible, així com la falta d'un to adequat i una bona definició per a la sèrie.
Al gener de 2023, RTVE va anunciar que havia reviscut el projecte, el qual havia estat canviat de nom a Flores de hierro i en un principi anava a comptar amb Ferreira com a directora. Al març de 2023, es va rumorejar que Vicky Luengo estava ficada en el projecte per a interpretar a Manuela Carmena, i que Natalia de Molina estava en negociacions per a interpretar a Cristina Almeida. A l'octubre de 2023, RTVE va anunciar que el rodatge de la sèrie, canviada de nom de nou a Las abogadas, havia començat i tindria lloc a Madrid, Toledo, Guadalajara, Segòvia, Leganés i Hoyo de Manzanares, i que Paula Usero, Elisabet Casanovas, Irene Escolar i Almudena Pascual protagonitzarien la sèrie com González, Almeida, Carmena i Paca Sauquillo, respectivament.
La sèrie és el treball final i obra pòstuma de Ferreira, qui va morir el 27 de desembre de 2023 a causa d'un tumor cerebral, dos mesos després de l'inici del rodatge de la sèrie.

## Llançament i màrqueting
El 20 d'agost de 2024, La 1 va llançar el tràiler de Las abogadas. Aquest mateix mes, es va anunciar que tindria la seva estrena mundial al FesTVal el 4 de setembre de 2024. Originalment, el 12 de setembre de 2024, La 1 va anunciar que estrenaria la sèrie el 18 de setembre de 2024; tanmateix, l'endemà la cadena va anunciar que l'estrena de la sèrie havia estat endarrerit de manera indefinida, a causa de la seva decisió d'emetre en el seu lloc l'estrena de Valle salvaje abans del seu salt a les tardes de la cadena. El 18 de setembre de 2024, La 1 va anunciar que finalment estrenaria la sèrie el 25 de setembre de 2024.

## Reconeixements
| Any  | Premi                                        | Categoria                | Nominat                      | Resultat | Ref    |
| ---- | -------------------------------------------- | ------------------------ | ---------------------------- | -------- | ------ |
| 2024 | XXX Premis Cinematogràfics José María Forqué | Millor sèrie             | Millor sèrie                 | Nominat  | [ 21 ] |
| 2025 | XXVI Premis Iris                             | Millor direcció — Ficció | Juana Macías, Polo Menárguez | Pendent  | [ 22 ] |